# Celeste Jiménez
Celeste Jiménez (Caracas, Venezuela, 10 de noviembre de 1960) es una bailarina, licenciada en Danza, mención Docente de danza clásica, fue bailarina de ballet y repertorista en el Ballet Nuevo Mundo de Caracas.

## Biografía
Nacida en el seno de una familia caraqueña amante de las artes, en 1969 inició sus estudios de ballet en Caracas en la Escuela Ballet-Arte bajo la dirección de Lidija Franklin.
Siendo aún muy joven ingresa al Ballet Internacional de Caracas en 1977, bajo la dirección artística de Vicente Nebrada y Zhandra Rodríguez.
En 1981, luego de la desaparición del Ballet Internacional de Caracas, ingresa a la compañía Ballet del Zulia, dirigida por Roberto Muñoz.
En 1982 ingresa al Ballet Teresa Carreño y un año después es becada por la compañía Ballet de Los Ángeles y por el Ballet Southern Califorrnia, para realizar cursos de perfeccionamiento profesional. Regresa a Venezuela en 1985 y es contratada por el Ballet Nacional de Caracas, nombre del antiguo Ballet Teresa Carreño; ingresa al Ballet Nuevo Mundo de Caracas dos años después. En esta última compañía alcanzó rápidamente los roles principales y poco tiempo después, Zhandra Rodríguez, la nombra repertorista de la compañía y asistente de dirección artística.
Recibe, en 2007, el Premio Municipal de Danza mención Bailarina, por su amplia trayectoria en el medio dancístico venezolano.
En 2008 el estado venezolano le otorga la Orden Mérito al Trabajo como reconocimiento a la labor realizada en pro de la cultura y la danza.
En 2008, por su larga trayectoria en la danza y por haber trabajado durante tantos años con Vicente Nebrada y ser parte de la generación que vivió la experiencia en directo del trabajo de este creador, es invitada a participar en la Gala de danza que cerraría la primera edición del Festival Viva Nebrada.